# Philonicus truquii
Philonicus truquii là một loài ruồi trong họ Asilidae. Philonicus truquii được Bellardi miêu tả năm 1861.